# Créon (Thèbes)
Pour les articles homonymes, voir Créon.
Dans la mythologie grecque, Créon (en grec ancien Κρέων / Kréôn), le fils de Ménécée et frère de Jocaste (la mère et femme d'Œdipe), assure la royauté de Thèbes à trois reprises : après la mort de son beau-frère Laïos, puis après la disgrâce d'Œdipe, second époux de Jocaste, et enfin après la mort d'Étéocle et Polynice, fils d'Œdipe.
Marié à Eurydice, il a plusieurs enfants : Mégara qu'il donne en mariage à Héraclès, Hémon, fiancé d'Antigone, et Ménécée. Il est tué par Lycos.
Les poètes tragiques font plusieurs fois intervenir Créon comme antagoniste de grandes figures comme Œdipe, Antigone et Thésée. Ils en donnent une image contrastée et parfois contradictoire : il incarne tantôt la prudence politique, tantôt la raison d'État sous sa forme la plus despotique.

## Créon dans la tragédie

### Un roi intérimaire ou absent
Créon apparaît dans plusieurs œuvres et fragments du cycle de Thèbes, dans des récits souvent contradictoires. Dans les Sept contre Thèbes d'Eschyle, il est étonnamment absent et il est possible de se demander s'il a un lien avec la famille royale thébaine. C'est Étéocle, alors roi de Thèbes, qui prend toutes les décisions. Même après sa mort et celle de son frère Polynice, ce n'est pas Créon mais le sénat de Thèbes qui veut interdire de donner une sépulture à Polynice, ennemi de la cité, provoquant la rébellion d'Antigone qui s'oppose au héraut du sénat et tient à ensevelir ses deux frères : l'attribution à Eschyle de cet épisode final est contestée et il pourrait s'agir d'un calque de l'Antigone de Sophocle. Au contraire, dans les Phéniciennes d'Euripide, Créon se montre un conseiller dévoué et efficace de son neveu Étéocle en lui recommandant de placer sept héros pour défendre les sept portes de la ville.
D'autres épisodes de la carrière de Créon n'ont pas donné lieu à des œuvres littéraires majeures. Ainsi, Apollodore le montre, comme roi de Thèbes, donnant asile à la princesse Alcmène dont la famille a été massacrée par les pirates taphiens. La jeune fille promet d'épouser celui qui vengera ses frères : Créon encourage le jeune Amphitryon, fils de sa sœur, à réunir des alliés pour mener une expédition punitive contre les Taphiens alors que lui-même reste en retrait.
Dans Œdipe roi de Sophocle, première pièce où Créon joue un rôle majeur, on apprend par son récit que celui-ci, frère de la reine Jocaste, a exercé l'intérim de la royauté après la mort de Laïos, assassiné sur une route. Il a été incapable de découvrir le meurtrier, tant lui et ses concitoyens étaient terrifiés par le Sphinx, créature meurtrière et énigmatique qui rôdait alors autour de la ville. C'est un jeune homme inconnu, Œdipe, qui vient à bout du monstre et épouse Jocaste, devenant ainsi roi.
Selon une scolie des Phéniciennes d'Euripide, Créon avait d'abord tenté d'apaiser la Sphinx en lui sacrifiant son propre fils.

### Créon face à Antigone
C'est par l'Antigone de Sophocle, créée en 442 av. J.-C., que le personnage de Créon est le plus connu.
Résumé
Après la mort d'Etéocle et Polynice, qui se sont entretués dans la bataille des Sept, Créon devient régent. Il fait donner l'ordre d'ensevelir Etéocle, qui a défendu la cité, mais interdit à quiconque de faire la même chose pour Polynice : ce dernier était venu attaquer Thèbes, il est donc considéré comme un ennemi. Antigone, sœur des deux frères et nièce de Créon, refuse cet ordre et décide d'enterrer Polynice. Lorsqu'il apprend cet acte, Créon la condamne, malgré l'avis du peuple et de son fils Hémon, fiancé de la jeune fille, à mourir enterrée vivante dans une caverne. Lorsqu'il réalisera son erreur, il sera trop tard : sa nièce Antigone est morte, Hémon s'est tué avec elle, et sa femme s'est elle aussi tuée à l'annonce de la mort d'Hémon.
Interprétation du personnage de Créon
Le plus souvent, Créon est interprété comme le type même du tyran : il représente le dirigeant qui applique la loi de façon aveugle, sans tenir compte des circonstances particulières ni de l'avis de son peuple. Face à lui, Antigone est vue comme le symbole de la liberté et de la rébellion face au totalitarisme : en refusant un commandement injuste, elle remporte une victoire morale que le spectateur peut ressentir comme un affranchissement. Créon, qui a bafoué les lois divines et humaines, finit désespéré, abandonné de tous, alors qu'Antigone, en se pendant, va rejoindre ses morts chéris. Plusieurs auteurs voient dans la conduite sacrilège et la folie finale de Créon un signe de l'hybris et du déséquilibre qui guette la famille des Labdacides.

### Créon face à Œdipe

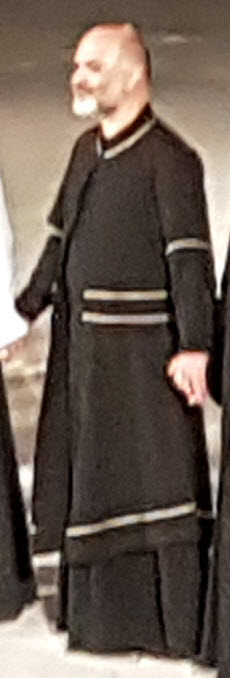
Nikos Chatzopoulos dans le rôle de Créon dans Œdipe roi, Theatro Vrachon, Athènes, 2019.

Dans Œdipe roi, autre pièce de Sophocle créée entre 430-429 et 425 av. J.-C., Créon apparaît à un stade antérieur de sa carrière, tout d'abord comme un fidèle conseiller d'Œdipe, roi de Thèbes, qui l'envoie consulter l'oracle de Delphes alors que la cité est confrontée à un nouveau fléau, une épidémie de peste. La réponse de l'oracle, telle que la rapporte Créon, tend à mettre en cause Œdipe : la peste serait une punition des dieux parce que le roi (Œdipe) n'a pas su résoudre le meurtre de Laïos, laissant à la cité une souillure ineffaçable. Œdipe accuse alors Créon de tramer contre lui un complot visant à s'emparer du trône ; Créon répond qu'il n'aurait aucun intérêt à comploter puisqu'en sa situation il peut participer aux décisions sans avoir à en endosser toutes les responsabilités. Il donne l'impression d'un homme avisé et prudent, « empreint d'innocence et de noblesse », à l'opposé du personnage despotique qui prononce la condamnation d'Antigone ; on peut aussi le voir comme un raisonneur, voire un « sophiste », habile à discréditer l'argumentation trop passionnée de son adversaire.
Le tableau change quand Œdipe, accablé par une série de témoignages dont celui du devin Tirésias, comprend qu'il est lui-même le criminel qu'il recherche, parricide de son père Laïos et époux incestueux de sa mère Jocaste. Œdipe, désespéré, se crève les yeux et réclame son bannissement. Créon fait alors une seconde entrée, cette fois comme le « roi Créon », revêtu du manteau royal et des insignes de la souveraineté. Il apparaît comme un souverain bienveillant, voire un « sauveur » qui met fin à l'épidémie et au désordre, et serait prêt à gracier le malheureux Œdipe en l'exemptant du bannissement. Son rôle n'est pourtant pas sans ambiguïté : il tire profit de la situation pour asseoir son pouvoir, sans qu'on sache comment et par qui il a été proclamé roi, et laisse sans réponse les sollicitations d'Œdipe qui réclame à plusieurs reprises son exil et presse Créon de prendre sous sa tutelle ses filles Antigone et Ismène.
Euripide, dans les Phéniciennes, créée  entre 411 et 408 av. J.-C., prend plusieurs fois le contrepied de Sophocle. Créon y apparaît comme un stratège avisé dans la guerre des Sept mais aussi comme un double d'Œdipe : comme lui, il s'oppose à Tirésias qui lui demande de sacrifier son fils Ménécée pour assurer la  victoire de Thèbes. Créon apparaît comme un père sensible, prêt à s'offrir en victime à la place de son fils, et c'est contre sa volonté que le jeune homme se jette du haut des murailles pour sauver la ville. C'est encore sur l'exigence de Tirésias que Créon décide de bannir l'insupportable Œdipe qui, dans cette version, était resté dans le palais de Thèbes comme un misérable aveugle proférant des malédictions. Enfin, c'est Etéocle, avant de se lancer dans la bataille et d'y périr, qui ordonne à Créon de refuser la sépulture à Polynice et de punir quiconque enfreindrait cet ordre : « Et serait-ce un ami, que souffre la mort quiconque voudrait l'enterrer ». Créon ne fait qu'appliquer une décision déjà prise ; il cherche à l'adoucir en permettant à la jeune fille de laver le corps de Polynice puis, au lieu de la condamner à mort, lui demande seulement de quitter Thèbes. La fin du récit est perdue mais il semble qu'Antigone parvenait à faire enlever le corps de Polynice pour l'enterrer hors du territoire thébain.
Dans son Antigone, tragédie perdue, il semble qu'Euripide montrait une fois de plus un Créon bienveillant : grâce à l'intervention d'un deus ex machina, il pardonne à Hémon et Antigone et reconnaît leur enfant comme son héritier légitime. Dans l'Antigone, tragédie perdue d'Astydamas créée vers 342-341 av. J.-C. dont nous avons un résumé par Hygin, Antigone s'exile en compagnie d'Hémon qu'elle épouse : Créon ordonne à Hémon de tuer la jeune femme et il obéit avant de se suicider. Dans une autre version, les jeunes gens sont sauvés par l'intervention d'Héraclès.
Dans Œdipe à Colone, pièce posthume de Sophocle créée en 401 av. J.-C. après la mort de l'auteur, Œdipe, vieux et aveugle, est banni de Thèbes avec sa fille Antigone qui accepte de partager son exil. Ils arrivent à Colone, bourg dépendant d'Athènes (et lieu de naissance de Sophocle) dans un bois sacré voué aux Euménides, déesses de la Vengeance. Œdipe y voit un signe du destin car un oracle lui a appris qu'il n'a plus longtemps à vivre et que sa tombe apportera le bonheur au peuple qui l'accueille, le malheur au peuple qui l'a chassé. Des vieillards de Colone, d'abord effrayés, acceptent d'aller chercher Thésée, roi d'Athènes, seul capable de décider de leur sort. Arrive alors Ismène, fille cadette d'Œdipe : elle les avertit que Créon est à leur poursuite avec des soldats car il veut ramener Œdipe à Thèbes pour détourner la malédiction et prévenir un conflit sanglant qui est prêt à éclater entre Polynice et Étéocle. Dans les scènes suivantes, Créon s'oppose à Œdipe qui refuse de le suivre, même quand Créon prend ses filles en otage ; puis à Thésée, souverain généreux qui choisit de donner asile aux suppliants malgré le risque d'un conflit contre Thèbes. Créon déploie un langage double, menaçant et brutal tant qu'il n'a affaire qu'à un vieillard aveugle et à des jeunes filles sans défense, obséquieux et rusé face à Thésée qui est prêt à combattre pour le droit. Ce duel oratoire se conclut quand les cavaliers athéniens ramènent les jeunes filles libérées.

### Une image controversée
Ce sont les Phéniciennes d'Euripide qui ont inspiré la plupart des versions du cycle thébain du Moyen Âge à la Renaissance à travers la Thébaïde de Stace, poème épique latin écrit vers 90 ap. J.-C. Dans sa Thébaïde créée en 1664, Racine s'inspire des Phéniciennes mais en faisant de Créon un intrigant dont le seul but est de se débarrasser des deux frères pour s'emparer du trône de Thèbes : en même temps, il est secrètement épris d'Antigone et devient fou en apprenant sa mort. L'Antigone écrite en 1777 par le républicain italien Alfieri montre Créon comme un tyran, modèle de l'absolutisme. Dans Antigone de Bertolt Brecht, créé en 1947, Créon est décrit comme un parallèle de Hitler : ses gardes l'appellent « Mein Führer », il décide d'envahir la « paisible Argos », fait rendre les honneurs à Étéocle qui est tombé au combat mais prive de sépulture le déserteur Polynice qui avait voulu s'opposer à cette guerre d'agression, et il ordonne la lapidation de quiconque voudra l'inhumer. Antigone, qui enfreint cet ordre, est condamnée à mort mais, à la fin de la pièce, on apprend que l'armée argienne est victorieuse et marche sur Thèbes ; Créon attribue l'échec de ses plans de conquête à la rébellion de ses sujets et finit en appelant la malédiction sur Thèbes.
Cependant, cette vision négative est remise en cause dans la réécriture que Jean Anouilh fait du mythe dans son Antigone. Écrite pendant l'Occupation, cette pièce montre un Créon paternaliste, menant la politique du possible, avec des traits qui rappellent Pétain et plus encore Pierre Laval, pour éviter les désastres que causeraient à la cité des « blousons dorés » comme Étéocle et Polynice ; au contraire, la révolte irraisonnée d'Antigone la mène à une impasse, ne laissant d'autre choix que la mort.

## Principales interprétations

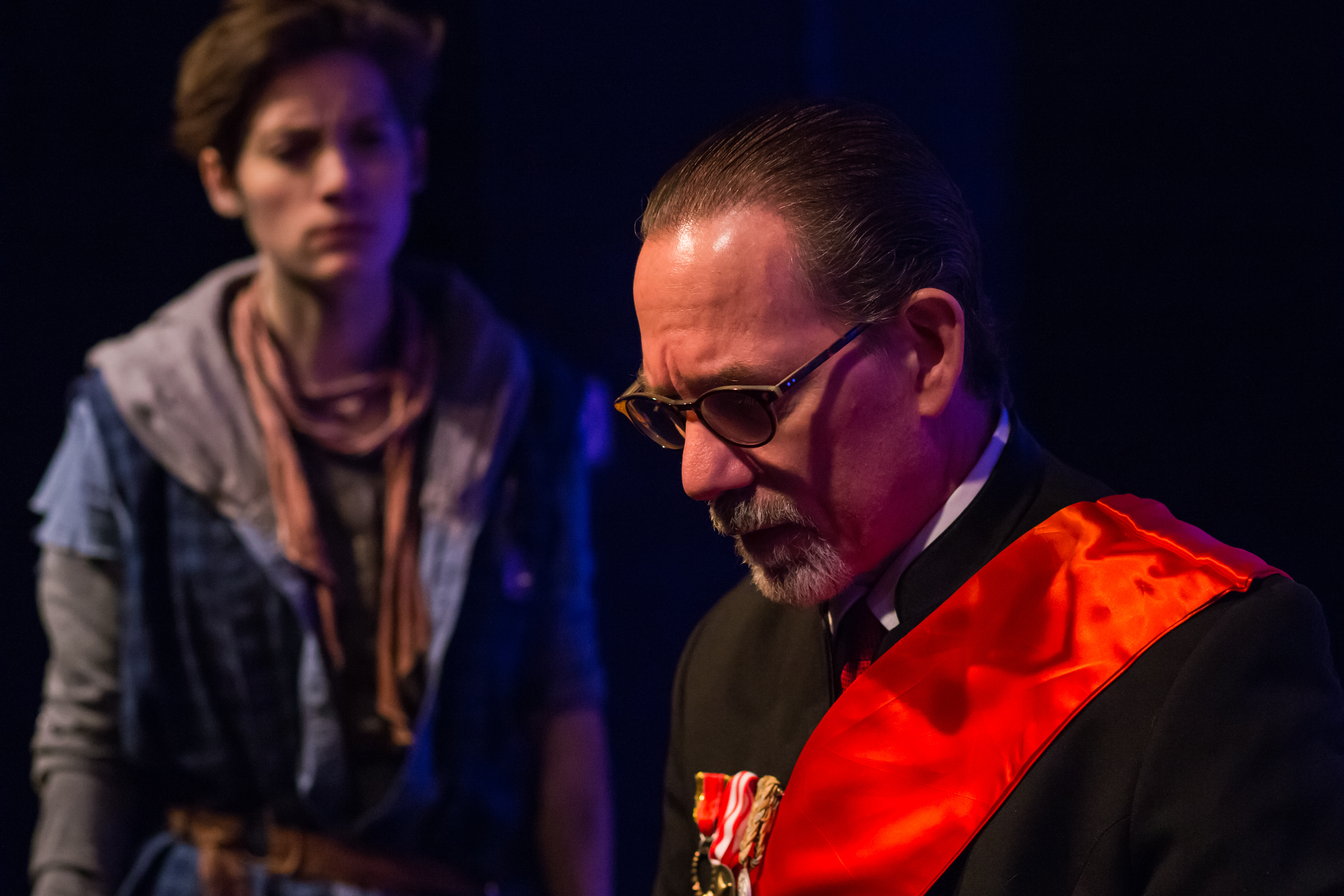
Antigone et Créon, Flat Earth Theatre, Boston, 2018.

### Théâtre
- Jean Marchat, Georges Wilson (Antigone de Sophocle)
- Charles Dullin (Antigone de Cocteau)
- Jean Davy, Michel Auclair, Robert Hossein (Antigone d'Anouilh)
- Jean-Paul Cisife, Julian Beck, François Chaumette (Antigone de Brecht)
- Sotigui Kouyaté (Antigone de Sagot-Duvauroux), Paris-Nanterre,

### Cinéma et télévision
- 1962 : Hubert Suschka dans Antigone de William Dieterle et Pellos Katselis
- 1965 : Paul Hoffmann dans Antigone de Franz Peter Wirth
- 1973 : François Chaumette dans Antigone de Jean-Paul Carrère
- 1974 : Jean Topart dans Antigone de Stellio Lorenzi
- 2011 : George Siena dans Antigone de Bruno Coppola

## Sources
- Pseudo-Apollodore, Bibliothèque [détail des éditions] [lire en ligne] (II, 4, 7 et 11 ; III, 5, 8 et III, 6, 7).
- Eschyle, Les Sept contre Thèbes [détail des éditions] [lire en ligne].
- Homère, Iliade [détail des éditions] [lire en ligne] (IX, 84), Odyssée [détail des éditions] [lire en ligne] (XI, 270).
- Hygin, Fables [détail des éditions] [(la) lire en ligne] (LXVII, LXXII).
- Pausanias, Description de la Grèce [détail des éditions] [lire en ligne] (I, 39).
- Sophocle, Antigone [détail des éditions] [lire en ligne], Œdipe à Colone [détail des éditions] [lire en ligne], Œdipe roi [détail des éditions] [lire en ligne].
- Euripide Les Phéniciennes lire en ligne